# 竹尼盾介殼蟲
竹尼盾介殼蟲（学名：Nikkoaspis hichiseisana）为盾介殼蟲科竹尼盾介殼蟲屬下的一个种。